# Мариън (окръг, Кентъки)
Окръг Мариън (на английски: Marion County) е окръг в щата Кентъки, Съединени американски щати. Площта му е 899 km², а населението - 18 212 души (2000). Административен център е град Лебанон.